# Beto Marden
Roberto Marden Guedes (São Paulo, 28 de março de 1981), conhecido como Beto Marden, é um apresentador, jornalista e ator brasileiro.

## Carreira
Ficou conhecido por apresentar o programa Zapping Zone no Disney Channel e no SBT, e também dividir o palco com a apresentadora Lígia Mendes, onde os dois apresentaram Ídolos e Astros. Apresentam todos os anos o Teleton juntos e estrelou matérias de viagens e aventuras em seu quadro "Busca Radical", no programa Olha Você, e conduziu reportagens especiais para o SBT Repórter. Apresentou também a 4ª temporada do programa TV Animal no SBT. Em 31 de julho de 2012 seu contrato com o SBT não foi renovado, embora Beto continuou como repórter do Domingo Legal por mais dois anos sem vínculo fixo.

## Filmografia

### Televisão
| Ano     | Título                 | Personagem   | Notas                        |
| ------- | ---------------------- | ------------ | ---------------------------- |
| 2003–04 | Zapping Zone           | Apresentador |                              |
| 2005    | Disney Planet          | Apresentador |                              |
| 2006–07 | Ídolos                 | Apresentador | Temporadas 1–2               |
| 2008–09 | Astros                 | Apresentador |                              |
| 2009    | Olha Você              | Repórter     |                              |
| 2009–10 | TV Animal              | Apresentador |                              |
| 2011    | Se Ela Dança, Eu Danço | Apresentador |                              |
| 2011–14 | Domingo Legal          | Repórter     |                              |
| 2014    | Patrulha Salvadora     | Amon         | Episódio: "O Ataque do Amon" |
| 2018    | Dancing Brasil         | Participante | Temporada 4                  |
| 2019    | The Four Brasil        | Repórter     |                              |
| 2019    | Domingo Espetacular    | Repórter     |                              |

## Teatro
| Ano  | Título                             | Personagem |
| ---- | ---------------------------------- | ---------- |
| 2000 | Cambaio                            |            |
| 2001 | Blue Jeans                         | Jhonny     |
| 2002 | A Bela e a Fera                    | Le Fou     |
| 2004 | O Mágico de OZ                     | Espantalho |
| 2005 | Contarolando                       | Arquibaldo |
| 2008 | Teatro Virando Gibi!               | Beto       |
| 2010 | O Fantasma da Máscara              | Fantasma   |
| 2012 | O Chapeleiro Maluco                | Coelho     |
| 2014 | Salve a Dor de Cotovelo            | Herivelto  |
| 2015 | Lisbela e o Prisioneiro: O musical | Douglas    |

## Discografia

### Álbuns de estúdio
| Álbum   | Detalhes                                                                    |
| ------- | --------------------------------------------------------------------------- |
| 5 Songs | - Lançamento: 5 de outubro de 2005 - Formatos: CD - Gravadora: Independente |
| Lado A  | - Lançamento: 11 de agosto de 2006 - Formatos: CD - Gravadora: Independente |